# Sikorsky H-19
Sikorsky H-19 Chickasaw (poznat i kao Sikorsky S-55) je bio američki višenamjenski helikopter. Iako je bio projektiran kao helikopter za prijevoz putnika, S-55 će svjetsku slavu steći kao prvi uporabljiv vojni transportni helikopter.

## Razvoj

### Zahtjevi
Igor Ivanović Sikorski svoje je mjesto u povijesti razvoja zrakoplovstva osigurao helikopterom R-4 - prvim helikopterom koji je ušao u operativnu uporabu. Iako je R-4 imao bezbroj nedostataka, ipak je bio dovoljno upravljiv da se njime moglo letjeti. S vremenom je Sikorski na osnovama R-4 razvio poboljšane modele koji su se intenzivno rabili tijekom rata u Koreji.
Nakon što je napravio prvi uporabljiv helikopter, Sikorski je 1. svibnja 1949. dobio zadatak da napravi još jedan revolucionarni iskorak - razvije prvi transportni helikopter na svijetu. Uz to zadaću je morao obaviti za današnja mjerila nevjerojatno kratkih sedam mjeseci. Helikopter je uz dva člana posade morao prevoziti i deset vojnika.
Kao polazna osnova uzet je S-51, koji je prvi put poletio 16. veljače 1946. No, S-51 je imao samo četiri sjedala i bio je premali da se iz njega izvede helikopter s 12 sjedala. S druge strane, S-51 je bio najbolji helikopter na svijetu toga vremena i dobra osnova za bilo koji projekt. Doduše, dio izvora navodi da je tvrtka Sikorsky Aircraft u tom trenutku već razvijala civilni helikopter S-55, koji je zapravo i dizajniran za prijevoz dva pilota i deset putnika. Ako je to točno, onda ne čudi da je prvi S-55 poletio već 10. studenog 1949.
Iako je prvobitno bio namijenjen civilnom tržištu, S-55 je ubrzo preimenovan u YH-19, što znači da je postao prototip helikoptera namijenjen američkom ratnom zrakoplovstvu, te je napravljeno ukupno pet prototipova. A to je značilo i da je daljnje financiranje razvoja na sebe preuzela država. Razlog zašto je ratno zrakoplovstvo odlučilo S-55 pretvoriti u transportni helikopter krio se u činjenici da je u isto vrijeme financiralo i razvoj transportnog helikoptera Piasecki PD-22 (H-21), te je htjelo osigurati rezervnu opciju u slučaju njegova neuspjeha.
Da S-55/YH-19 nije projektiran u samo sedam mjeseci vidi se po bezbroj uspješnih rješenja, koja su do tada prvi put uporabljena. Jedno od najupečatljivijih je smještaj motora u nos, daleko ispred težišta helikoptera. Na prvi pogled takvo je rješenje kontraproduktivno jer masa motora potpuno destabilizira helikopter. Međutim, proračuni su pokazali da će se upravo dogoditi suprotna reakcija, te da će ostatak helikoptera neutralizirati povećanje mase u nosu. S obzirom na to da je motor zauzimao mjesto pilotske kabine ona je podignuta na vrh helikoptera, neposredno ispod glavnog rotora. Prijenos snage s motora na glavni rotor s tri lopatice išao je kroz stražnji dio pilotske kabine. Središnji dio ostavljen je za prostranu kabinu u kojoj je bilo dovoljno mjesta za više od deset vojnika.

### Letna testiranja i ulazak u službu
Letna su testiranja pokazala da je YH-19 itekako iskoristiv te je američko ratno zrakoplovstvo odlučilo kupiti i njega i H-21. Zanimljivo je da veliki broj izvora navodi da je H-19 ušao u operativnu uporabu već 1950. godine, ali to nije točno. Nakon što je Korejski rat buknuo 25. lipnja 1950., američko je ratno zrakoplovstvo zaključilo da im hitno treba što više helikoptera svih namjena. Prvi YH-19 stigao je u Koreju u ožujku 1951., kao helikoter za brzu evakuaciju ranjenika.
Evaluacija je trajala pet tjedana te je obuhvatila znatno širi raspon zadaća od pukog medicinskog izvlačenja ranjenika s bojišta. YH-19 je obavljao i zadaće taktičkog nadzora bojišta, opskrbu postrojbi prve crte obrane, traganja i spašavanja oborenih pilota, pa čak i tajno ubacivanje specijalaca u neprijateljsku pozadinu. Iskorišten je čak i za dopremu važnih dijelova jednog MiG-a 15 koji se srušio neposredno iza crta bojišta. Pritom se, zbog veće nosivosti, većeg doleta, te boljih letnih odlika po teškim vremenskim uvjetima, H-19 pokazao znatno uprabljiviji u odnosu na H-5. Naravno, zaključak o iskoristivosti bio je više nego pozitivan. Zbog toga je odmah naručena prva serija H-19A.

## Opis
S-55 je u potpunosti napravljen od metala, uglavnom od aluminija, s polumonokok konstrukcije. Već smo spomenuli da je klipni zvjezdasti motor smješten u nos helikoptera. To je donijelo nekoliko velikih prednosti. Jedna je bila olakšano hlađenje motora, a druga lagan pristup. Naime, projektanti su motor smjestili iza velikih dvokrilnih vrata čijim su otvaranjem mehaničari mogli doći do skoro svake komponente motora. Kako je helikopter stajao na četiri relativno kratka kotača, motor je bio u visini prosječnog Amerikanca. A to je značilo da zemaljsko osoblje nije moralo imati ljestve, platforme ili nešto slično da bi ga moglo popraviti. Doduše, da bi se obavili veći zahvati, morali su ga izvući iz letjelice. Kako je bio težak oko 365 kg, zato su morali rabiti dizalicu. Motor je bio postavljen pod kutom od 45 stupnjeva, ali mu to nije previše smetalo u radu.
Smještaj motora u nos omogućio je postavljanje velike putničke/teretne kabine. U originalnom S-55 ona je bila napunjena udobnim sjedalima za sedam putnika, a na svakom je boku imala dva velika prozora. Vojska je odmah maknula sjedala te postavila jednostavne platnene klupe, ali je zadržala velike prozore. Uklanjanjem sjedala dobiven je prostor za prijevoz 10 putnika, osam do deset vojnika s opremom, ili šest nosila s pratećom medicinskom sestrom. Ono što se vojsci jako sviđalo bila su velika klizna vrata na oba boka, rješenje koje će se kasnije rabiti na skoro svim zapadnim transportnim helikopterima, a i na istočnim.
Piloti nisu prošli tako dobro kao "putnici". Naime, zbog motora u nosu njihova je kabina smještena ispod samog rotora. Zapravo su komponente prijenosa snage s motora na rotor bile smještene u stražnjem dijelu kabine. Osim buke iz motora i prijenosa snage piloti su mogli "uživati" i u buci rotora od kojeg ih je dijelilo tek tanki lim i jedva jedan metar udaljenosti. Povišena pozicija i dijelovi prijenosa značilo je da se kabina još više grije nego uobičajeno, pa na velikoj većini fotografija H-19 vide se otvorene bočne stranice kabine da bi se piloti barem djelomično rashladili.
Osim toga, ako bi se malo nagnuli van, vidjeli bi i stražnji dio helikoptera i sve iza njega. S druge strane, povišena pozicija kabine pokazala se odličnim rješenjem. Piloti su imali odličnu preglednost u svim smjerovima.
Iako je S-55 bio namijenjen civilnoj uporabi, ili baš zbog toga, projektanti su se posebno potrudili da bude lak za održavanje. Osiguran je lak pristup do svih dinamičkih komponenti koje je trebalo zamijeniti svakih 12 do 15 sati leta. Bez ikakve posebne opreme mehaničari su mogli obaviti dnevni pregled motora za 15 do 20 minuta. Ako su "pri ruci" imali dizalicu nosivosti veću od 400 kg, mogli su s priručnim alatom zamijenit motor za dva sata, što je i za današnje vrijeme odličan rezultat. Glavni rotor s tri aluminijske lopatice u laboratorijskim je uvjetima imao vijek trajanja 20 000 sati.
Civilno podrijetlo S-55 imalo je i neke svoje nedostatke. Najveći je bio smještaj dva spremnika goriva ispod teretne kabine. Iako su (navodno) bili otporni na oštećenja tijekom pada, sigurno nisu bili otporni na neprijateljsku paljbu. Zapremina im je bila 718 litara. To je bilo dovoljno za prelet 652 km.
Svaka od četiri noge stajnog trapa (dvije glavne i dvije nosne) dobila je amortizer kako bi se otklonila, ili barem smanjila, mogućnost oštećenja helikoptera tijekom grubog slijetanja. Amortizeri su ujedno poboljšavali stabilnost helikotera tijekom slijetanja na neravni teren. Svaka noga stajnog trapa mogla se opremiti plovcima radi sigurnog spuštanja na vodu. Plovci su bili jako veliki, zapravo dužine trupa (bez repa). Njihovim postavljanjem helikopter je bio nepokretan na kopnu te su se morala rabiti posebna kolica. Zbog toga se ovi plovci ne viđaju često na fotografijama.

## Inačice

### H-19A/SH-19A
Inačica H-19A u svemu je bila jednaka s prvih pet prototipova, što pokazuje koliko je američko ratno zrakoplovstvo željelo da što prije dobije svoj prvi transportni helikopter. Zanimljivo je da se u stručnoj literaturi mogu naći dvije snage zvjezdastog motora Pratt & Whitney R-1340-57 Wasp. Najčešće se navodi snaga od 600 KS (447 kW), iako neki izvori navode snagu od 550 KS (410 kW). Ukupno je napravljeno 50 H-19A, a oznaka im je 1962. promijenjena u UH-19A. Dio ih je naknadno modificiran u helikoptere za spašavanje na moru te su označeni kao SH-19A, a od 1962. kao HH-19A.

### H-19B/SH-19B
H-19A je ubrzo u proizvodnji zamijenila inačica H-19B, koja je dobila zvjezdasti klipni motor Wright R-1300-3 snage 700 KS (514,7 kW). Jači je motor pokretao i nešto veći glavni rotor. Za potrebe američkog ratnog zrakoplovstva napravljeno je 270 H-19B, uključujući i podinačicu SH-19B. I njihove su oznake 1962. promijenjene u UH-19B i HH-19B.

### H-19C
Odlična operativna svojstva YH-19, koja su dokazana i u Koreji, odmah su privukla pozornost i američke kopnene vojske, koja je već 1952. naručila 72 primjerka H-19C, od milja nazvani Chickasaw. U osnovi H-19C je bio identičan H-19A ratnog zrakoplovstva. Od 1962. oznaka mu je bila UH-19C.

### H-19D
Kad je američko ratno zrakoplovstvo naručilo poboljšani H-19B, istodobno je i kopnena vojska naručila svoj H-19D. Kako se pokazao pouzdanim, napravljen je čak 301 primjerak, te je sredinom pedesetih godina prošlog stoljeća bio glavni transportni helikopter američke kopnene vojske. Od 1962. oznaka mu je promijenjena u UH-19D.

### HO4S-1
Početkom pedesetih godina prošlog stoljeća američka je ratna mornarica favorizirala uporabu transportnih helikoptera s dva noseća rotora, kao što je bio Piaseckin H-21. Zbog toga je tek "reda radi" naručila samo 10 H-19A, te ih označila kao HO4S-1. U osnovi, zbog ograničenog prostora na brodovima i nosačima zrakoplova, mornaricu su više zanimali manji helikopteri sa samo jednim nosećim rotorom.
Kako su već znali da je H-19 dobar transportni helikopter, odlučili su testirati njegove mogućnosti pretvaranja u protupodmorničku letjelicu. Opremili su ga uranjajućim sonarom i naoružali jednim lakim protupodmorničkim torpedom. Međutim, motor Prat & Whitney R-1340 Wasp, snage 410 kW, nije bio dovoljno snažan za toliki teret. Ni kad je snaga povećana na 441 kW (600 KS), nosivost nije bila dovoljna za svu opremu i torpedo.

### HO4S-1G i HO4S-2G
Od 1951. započela je i isporuka H-19 američkoj obalnoj straži. Helikopteri su označeni kao HO4S-1G, a osnovna im je zadaća bila traganje i spašavanje na moru. Opremili su ih motorima Pratt & Whitney R1340. Naknadno je većina helikoptera modificirana u standard HO4S-2G.

### HO4S-3
Inačica HO4S-3 u osnovi je H-19B opremljen motorom Wright R-1300 snage 522 kW, koja je prilagođena uporabi iznad mora. Novi, znatno snažniji motor donio je nosivost od 850 kg, što je bilo dovoljno za razvoj protupodmorničke inačice. Ova je inačica dobila i plovke za slijetanja na površinu vode. Uz dva pilota imala je trećeg člana zaduženog za rukovanje radarom i opremom za otkrivanje podmornica. Naoružana je i lakim vođenim protupodmorničkim torpedom. HO4S-3 postao je prvi protupodmornički helikopter namijenjen djelovanju s nosača zrakoplova.
Tri HO4S-3 sudjelovala su u operaciji Deep Freeze, koju su amerike oružane snage izvodile na Antartiku tijekom 1955. i 1956. godine.
Od 1962. ova inačica nosi oznaku UH-19F. Napravljeno je 79 primjeraka, a dio je naknadno prodan kanadskim oružanim snagama. Za američku obalnu stražu razvijena je inačica HO4S-3G, namijenjena zadaćama traganja i spašavanja na moru. Napravljeno je 30 primjeraka (neki izvori navode brojku od 23 helikoptera), a od 1962. oznaka im je bila HH-19G. Pod oznakom UH-19F tijekom šezdesetih godina prošlog stoljeća obavljali su zadaće opskrbe brodova i traganja i spašavanja na moru. Rabljeni su i za obuku pilota, ali samo do 1963. Iz operativne uporabe preostali su UH-19F povučeni 1969. godine.

### HRS-1
Jednako kao i ratna mornarica razmišljao je i američki marinski korpus. Zbog toga su prvo pričekali da mornarica testira HO4S-1 pa tek onda naručili HRS-1, koji je bio tek neznatno prilagođen H-19A, prilagođen prijevozu osam vojnika i njihove opreme. Osnovna zadaća mu je bila desantiranje marinaca s brodova na obale, ali se ponajviše rabio za klasični logistički transport. Za razliku od ratne mornarice, marinci su odmah kupili 60 primjeraka.

### HRS-2
HRS-2 je HRS-1 s opremom bolje prilagođenom zahtjevima marinskog korpusa. Napravljen je 101 primjerak (dio izvora navodi podatak od 99 primjeraka). Zanimljivo je da ni za HRS-1 ni za HRS-2 u stručnoj literaturi ne postoji podatak o promjeni oznake 1962., što najvjerojatnije znači da tada više nisu bili u operativnoj uporabi.

### HRS-3
S dolaskom H-19B i marinci su odlučili razviti inačicu s motorom Wright R-1300-3 snage 522 kW. Za razliku od ostalih grana američki oružanih snaga, koje su isključivo kupovale nove H-19B, marinci su odlučili dio HRS-2 opremiti jačim motorima. Iako dostupni podaci nisu posve jasni, po svemu sudeći kupili su 84 nova HRS-a 3, te su još 21 dobili modernizacijom HRS-a 2. Kako je HRS-3 ušao u operativnu uporabu nakon okončanja rata u Koreji intenzivno je rabljen za razvoj taktike uporabe transportnih helikoptera u pomorskim desantima. Posebna je pozornost posvećena brzom prebacivanju postrojbi i opreme s nosača zrakoplova na desantnu osnovicu. Marinci su ubrzo otkrili sve prednosti takvih taktičkih postupaka, pa su 1956. izborili da se eskortni nosač Thetis Bay (CVE 90) pretvori u prvi CVHA (desantni nosač zrakoplova). Zbog raznoraznih problema, od kojih je najveći bio potreba za ručnim sklapanjem i rasklopanjem glavnog rotora, povlačenje HRS-a 3 s brodova započelo je već 1957. Od 1962. oznaka mu je CH-19E.

### HRS-4
Od svih inačica H-19 upravo je HRS-4 najzanimljivija. Naime, marinci su zaključili da im još malo snage ne bi štedilo pa su odlučili u H-19 ugraditi zvjezdasti motor R-1820 snage 764 kW (1025 KS). Međutim, u međuvremenu je razvoj mlaznih motora znatno napredovao, te su se pojavili znatno manji turbovratilni motori iste snage. Zbog toga HRS-4 nije ušao u serijsku proizvodnju.

## Operativna uporaba

### Korejski rat
H-19 svoju je uporabljivost dokazao u Korejskom ratu, gdje je obavljao sve moguće zadaće, od običnog prijevoza ljudi i materijala, izvlačenja ranjenika s prve crte bojišta, pa sve do ubacivanja agenata u neprijateljsku pozadinu. Pritom treba uzeti u obzir da je Korejski rat završio 1953., kad je tek počinjala prava operativna uporaba H-19. No, intenzivna uporaba krajem Korejskog rata pokazala je i neke nedostatke. Tako je uočeno da pri niskim brzinama na malim visinama H-19 pati od snažnih vibracija i poskakivanja, zbog čega nije često rabljen za izviđanja.
Ostali nedostaci bili su uglavnom zanemarljivi, a odnosili su se na vibriranje stakala kabine (nije ni čudo jer je bila neposredno ispod rotora), nedovoljno snažne kočnice te probleme sa sustavom za upravljanje. Problema je bilo i s nepouzdanim radiouređajima. Sve u svemu H-19 se pokazao kao najbolji američki trasnportni helikopter u Koreji, što je bilo više nego dovoljno da se nastavi njegov razvoj. S obzirom na to da su bili prvi uporabljivi transportni helikopteri, H-19 su iskorišteni za razradu svi operativnih postupaka i mogućnosti uporabe, ne samo u ratnom zrakoplovstvu i kopnenoj vojsci već i šire.
U zadnjim mjesecima Korejskog rata borbeno su djelovale dvije satnije američke kopnene vojske opremljene Chickasawama. Osim prijevoza ljudstva i tereta obavile su još jednu jako važnu zadaću, i to nakon završetka sukoba - prijevoz zarobljenika tijekom njihove razmjene.

### Obalna straža
Američka obalna straža bila je jako zadovoljna svojim HO4S modelima. Osim što su mogli sigurno letjeti noću i po najtežim uvjetima, imali su i dovoljnu nosivost da mogu nositi dizalice, košare i slična pomagala za spašavanje.
Povrh toga HO4S-3G su iskorišteni i za nešto potpuno novo - testiranje mogućnosti da helikopter vuče plovilo. Ovaj je svojevrsni eksperiment nazvan Project Tugbird, a odvijao se ispred St. Petersburga od kolovozu 1957. do siječnja 1958. Pritom je isprobana mogućnost vučenja, ili bolje rečeno tegljenja, različitih plovila, sve do tegljenice za plutače Juniper istisnine 794 tone. Pokazalo se da HO4S-3G može tegliti brod istisnine 800 tona jedan i pol sat na udaljenost od 20 nautičkih milja. Kako je eksperiment bio uspješan, 1. srpnja 1958. obalna je straža dobila zapovijed da svaka zrakoplovna postaja ima u svakom trenutku spreman barem jedan HO4S-3G opremljen potrebnom opremom za tegljenje.
Zadnji su HH-19G (HO4S-3G) iz operativne uporabe povučeni 1966. godine.

## Proizvodnja u drugim zemljama

### Japan i Francuska
U stranoj stručnoj literaturi navodi se da su S-55 po licenciji prizvodili japanski Mitsubishi Industries (40 primjeraka) i francuska SNCA du Sud-Est. Francuzi su S-55 nazvali Joyeux Elephant.

### SFRJ
No još je najmanje jedan proizvođač izrađivao S-55 po licenciiji - mostarski Soko. Prvi S-55 isporučen je jugoslavenskom ratnom zrakoplovstvu 5. listopada 1957. Bio je opremljem motorom Pratt & Whitney R-1340-57, pa je vjerojanto bio ekvivalent H-19A. Ubrzo je otkupljena licencija za proizvodnju trupa i transmisije, dok se motor uvozio, tako da je S-55 postao prvi helikopter proizveden u Jugoslaviji.
Od 45 S-55, koliko je bilo u sastavu jugoslavenskog ratnog zrakoplovstva, mostarski je Soko napravio 38 primjeraka, i to inačice S-55-5 namijenjenu transportu. Soko je izrađivao trup i obavljao završno sastavljanje, dok je tvornica 21. maj isporučivala transmisiju. Za razliku od prvog isporučenog S-55, koji je dobio motor Pratt & Whiutney R-1340-57, svi S-55-5 i S-55-7 bili su opremljeni motorom Alvis Leonides Majo 755/1 snage 552 kW (750 KS). To je bilo dovoljno za maksimalnu brzinu od 176 km/h na razini mora. Održiva brzina krstarenja bila je 139 km/h. Nosivost je bila tek 805 kg, a dolet 560 km. Masa praznog S-55-5 bila je 2580 kg, a najviša poletna masa 3629 kg.
Šest je protupodmorničkih helikoptera S-55-7 uvezeno te su bili naoružani jednim lakim protupodmorničkim vođenim torpedom. Dio ih je, umjesto stajnog trapa s četiri, noge imao dva velika metalna plovka za sigurno spuštanje na površinu mora. Bili su to prvi protupodmornički helikopteri jugoslavenskog ratnog zrakoplovstva. Helikopteri S-55-5 i S-55-7 u operativnoj su uporabi bili od 1957. do 1974. godine. U međuvremenu su ih zamijenili trasnportni helikopter Mi-8 i protupodmornički helikopter Ka-25.

## Tehničke karakteristike (H-19)
Osnovne karakteristike
- posada: pilot i kopilot
- dužina: 19,1 m
- promjer rotora: 16,16 m
- visina: 4,07 m

Letne karakteristike
- najveća brzina: 163 km/h
- dolet: 652 km
- brzina penjanja: 213 m/min
- najveća visina leta: 3.200 m
- motor: 1× Pratt & Whitney R-1340-57 radialni motor

## Poveznice

### Zajednički poslužitelj
|  | Zajednički poslužitelj ima stranicu o temi H-19 Chickasaw    |
|  | Zajednički poslužitelj ima još gradiva o temi H-19 Chickasaw |